# قره تپه شمالی
قره تپه شمالی مربوط به دوران پیش از تاریخ ایران باستان است و در شهرستان گنبد کاووس، بخش مرکزی، روستای ایمرتورملا واقع شده و این اثر در تاریخ ۲۷ مرداد ۱۳۸۲ با شمارهٔ ثبت ۹۷۵۱ به‌عنوان یکی از آثار ملی ایران به ثبت رسیده است.